# الحاق (أبين)

تعديل مصدري - تعديل

الحاق هي إحدى قرى محافظة أبين اليمنية، وتتبع إدارياً مديرية المحفد. يبلغ تعداد سكانها 1066 نسمة حسب تعداد اليمن لعام 2004.